# Âge hyborien

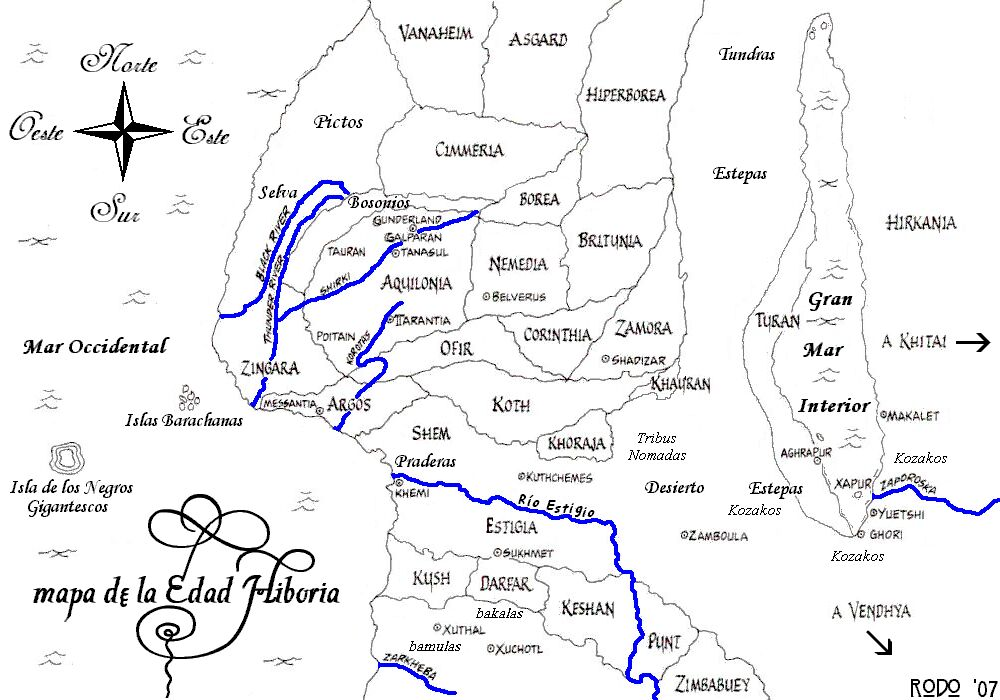
Carte de la partie occidentale du monde durant l'Âge Hyborien (en espagnol)

L'Âge hyborien (the Hyborian Age, en anglais) est une expression de l'auteur Robert E. Howard qui désigne l'époque fictive à laquelle se déroulent certains de ses récits de fantasy, notamment ceux concernant Conan le Barbare.
Le terme « hyborien » est une contraction d'hyperboréen, terme originaire du grec ancien (Ὑπερϐόρεοι / Hyperbóreoi) désignant les habitants des régions « au-delà de Borée (le vent du nord) ». Selon Howard, l'Âge hyborien est une période fictive de l'histoire de la Terre, approximativement entre -14000 et -10000, à la fin du Paléolithique supérieur. Dans la chronologie fictive de Howard, l'Âge hyborien est compris entre l'Âge thurien ou pré-cataclysmique de Kull (vers -20000) et le massacre des Pictes (vers -9500)[réf. nécessaire].
Howard appréciait l'histoire et les récits historiques, et était conscient des difficultés soulevées par les longues recherches nécessaires pour assurer l'exactitude historique. En concevant une période imaginaire, « évanouie », et en choisissant des noms rappelant l'histoire terrestre, Howard évite les anachronismes historiques et de longues expositions.
S'il est absent de sa bibliothèque, et s'il n'y fait pas référence dans sa correspondance, il reste probable que la conception de l'Âge hyborien par Howard trouve ses origines dans The Outline of Mythology de Thomas Bulfinch (1913), ouvrage qui catalysa le désir d'Howard de « fusionner en un tout cohérent ses aspirations littéraires et les puissants éléments physiques et autobiographiques qui sous-tendent la création de Conan. »
Selon la nouvelle Le Phénix sur l'épée (en) dans le recueil Conan l'Usurpateur, les aventures de Conan se déroulent … Entre les années où les océans burent Atlantis et les cités majestueuses, et les années de l'émergence des Fils d'Aryas.

## Histoire fictive
Howard a expliqué les origines et l'histoire d'Aquilonia et de son peuple dans son essai L'Âge Hyborien. Les civilisations de Thuria, la Lémurie et l'Atlantide, mentionnées dans sa série Kull, ont toutes subi un cataclysme quelques siècles seulement après le règne du roi Valusian. Voici comment Howard voyait l'histoire de l'ère hyborienne dans son essai.

### Les Temps Pré-cataclysmiques
Avant le cataclysme, vers 18 000 av. J.-C., il existe un immense continent dont la carte a été publiée dans l'intégrale des chroniques de Conan éditée de 1971 à 1974.
La civilisation de Thuran vit sur ce continent - qui allait devenir plus tard les continents d'Europe, d'Asie et d'Afrique, ainsi que de vastes terres qui n'existent plus de nos jours - et y développe les vastes royaumes de Kamélie, Valusie, Vérulie, Grondar, Thulé et Commorie, ainsi que d'autres royaumes plus secondaires. Les Pictes qui vivaient à l'âge de pierre habitent dans des îles lointaines de l'Océan Occidental. L'Atlantide est un petit continent situé entre les îles Pictes et le continent de Thuria. La Lémurie est un vaste archipel d'îles habité par une civilisation dont les habitants sont conséquemment appelés les Lémuriens. Il existe également  dans les zones arides du continent thurien d'autres peuples qui vivent à l'état primitif. Sur les rives orientales du continent vit une civilisation non thurienne, originaire d'un continent sans nom situé à l'est des îles lémuriennes. Très loin au sud du continent se trouve une civilisation pré-humaine.
Quelques siècles avant le cataclysme, vivait Kull le conquérant, roi de Valusie, le plus puissant des royaumes de Thuran qui se livraient alors à une guerre incessante.
Vers 17000 av. J.-C. survint le cataclysme qui modifia cette partie du monde et raya de la surface de la Terre la civilisation de Thuran. L'Atlantide, les îles Pictes et la Lémurie disparaissent. De vastes secteurs du continent de Thuran sont engloutis dans les océans ou s'effondrent pour former des lacs et des mers, les volcans entrent en éruption, provoquant de terribles séismes, et les riches cités et empires s'écroulent. Des nations entières sont simplement rayées de la carte.

### De17 000à15 000av. J.-C.: La percée hyborienne
Avant le cataclysme, une importante colonie de Pictes s'était installée sur les monts de Valusie, au sud de la frontière. Cette colonie accueillit les seuls survivants de la destruction de leurs îles. Des milliers d'Atlantes qui avaient survécu au cataclysme affluèrent et s'installèrent près des monts de Valusie. De nombreux survivants lémuriens atteignirent la côte est du continent de Thuran mais furent réduit en esclavage par les peuples de cette partie du continent pour quelques milliers d'années. À l'ouest du continent, des montagnes surgirent dans les jungles impénétrables. Des lacs recouvrent des cités ruinées et des vallées jadis fertiles.
Les Atlantes, qui étaient retournés à l'âge de pierre, utilisèrent leur culture guerrière pour combattre continuellement les barbares afin de préserver leur nouveau royaume. Ils entrèrent finalement en conflit avec la nation Picte dans un cycle de guerres sanglantes de cinq siècles. À la fin du conflit, le royaume barbare des Atlantes fut ramené à l'état primitif et l'évolution des Pictes, brusquement arrêtée.
L'extrême sud du continent de Thuran fut la seule partie à avoir échappé au cataclysme et était restée environnée de mystère. Les Zhémaïs (descendants des civilisations non-valusiennes) hantent les montagnes du sud-ouest. Tout au nord du continent, une horde sauvage à peine humaine qui fuyait l'anéantissement général se retrouvait dans un pays de glace où vivait un peuple d'hommes-singes. La horde chassa les hommes-singes au-delà du cercle arctique, espérant qu'ils y mourraient, mais les humains s'adaptèrent rapidement à ce climat glacial et réussirent à survivre.
Un second cataclysme, moins violent que le premier, achève de modifier la géographie terrestre en créant une mer intérieure qui fait séparer le Ponant de l'Orient. Les séismes de ce cataclysme eurent raison des barbares déchirés par des guerres tribales.
Mille ans après ce cataclysme, des bandes sauvages d'hommes-singes ayant perdu la connaissance du langage, des outils et du feu, errent sans but ni méthode, ce sont pourtant les descendants des fiers Atlantes. Les clans disséminés de Pictes devinrent cavernicoles. Pendant ce temps, les Lémuriens réussissent à se soulever contre leur oppresseur en le massacrant. Les Lémuriens revenus à l'état sauvage règnent maintenant sur les ruines d'une civilisation étrangère. Les survivants du massacre s'enfuirent à l'ouest pour arriver vers le sud et y chasser les pré-humains. Là, ils établirent le royaume de Stygie. Les royaumes pré-humains ont survécu par endroits ; des humains les vénèrent même longtemps après que la race des non-humains a cessé d'exister.
À l'extrême nord, les descendants des humains (qui avaient chassé les hommes-singes autrefois) avaient évolué. Leur dieu se nomme Bori et, quelques siècles plus tard, prennent ainsi le nom d'Hyboriens. En réalité, Bori était à l'origine un de leurs chefs, mais la célébrité de sa légende le propulsa au rang de divinité. 1 500 ans passés dans les pays de glace ont fait de ce peuple une ethnie de guerriers vigoureux, dont la fin de l'errance mena cette tribu vers le sud. Entretemps, un voyageur de l'époque répand la nouvelle que le désert de glace du nord était habité par des hommes-singes, descendants du peuple chassé par les premiers Hyboriens. Le voyageur y repart accompagné par plusieurs guerriers pour exterminer ce peuple d'hommes-singes. Personne ne revint de cette expédition.
La migration des tribus hyboriennes les mène toujours plus vers le sud et va faire de la prochaine époque une ère de conquête.

### Les débuts de l'Âge Hyborien
La population des tribus hyboriennes continuant d'augmenter, le besoin de nouvelles terres augmenta également. Les Hyboriens commencèrent alors leur expansion au-delà de leurs territoires familiers, ouvrant une nouvelle ère d'errances et de conquêtes. Pendant cinq siècles, les Hyboriens se propagent vers le Sud et l'Ouest de leur continent sans nom (mais qu'Howard appelle « continent thurien », « Thuria » ou, déjà à l'Âge Hyborien, « Hyborie »).
Ils y rencontrent d'autres groupes tribaux pour la première fois depuis des millénaires, vainquent de nombreux petits clans de différentes origines. Les survivants des clans vaincus sont absorbés par le peuple conquérant, transmettant leurs traits raciaux aux nouvelles générations d'Hyboriens. Les tribus hyboriennes de sang-mêlé sont à leur tour obligées de défendre leurs nouveaux territoires contre des tribus de sang pur hyborien qui suivaient les mêmes itinéraires de migration. Les nouveaux envahisseurs absorbent souvent les tribus vaincues, ce qui entraîne un lacis de tribus et nations hyboriennes avec divers éléments entremêlés dans leurs lignées ancestrales.
Le premier royaume hyborien organisé est l'Hyperborée. La tribu qui l'établit entre dans l'ère néolithique, apprenant à construire des ouvrages durables en pierre, en grande partie à des fins de fortification. Ces nomades qui vivaient dans des tentes de peau de cheval abandonnent rapidement leur habitat premier au profit de durables maisons de pierre, s'installent définitivement dans ces habitats fortifiés et développent l'architecture cyclopéenne afin de continuer à fortifier leurs murs défensifs.
Les Hyperboréens sont alors la plus avancée des tribus hyboriennes et commencent à étendre leur royaume en attaquant leurs voisins, des tribus qui défendent farouchement leurs territoires mais les perdent inéluctablement et sont contraintes de migrer ailleurs. Certaines fuient la voie de l'expansion Hyperboréenne avant même de s'engager dans la guerre. Dans le même temps, les hommes-singes du cercle polaire arctique émergent en tant que nouvelle race d'humains, blonds et grands. Ils commencent leur propre migration vers le sud en déplaçant avec ou devant eux les tribus hyboriennes les plus septentrionales.

### Les Maîtres de l'Ouest
Durant les mille années suivantes, les nations guerrières hyboriennes se développent jusqu'à dominer les régions occidentales du continent sans nom. Ils rencontrent les Pictes et les contraignent à se contenter de friches à l'ouest du continent, qui viendront à être connue comme le Désert des Pictes. À l'instar de leurs cousins hyperboréens, d'autres Hyboriens commencèrent à s'installer et à créer leurs propres royaumes.
La plus méridionale de ces jeunes nations est Koth, qui s'établit au nord des terres de Shem et commence bientôt à étendre son influence culturelle sur les bergers du sud. Juste au sud du Désert Picte se trouve la vallée fertile appelée Zing. La tribu hyborienne errante qui la conquiert y trouve les autres peuples qui y sont déjà installés, parmi lesquels une nation agricole (anonyme dans l'essai) apparentée à la population de Shem et une tribu guerrière Picte qui l'avait déjà conquise. Les vainqueurs absorbent les vaincus et Hyboriens, Pictes et parents sans nom des Shemites fusionnent en une nation nommée Zingara.
Au nord du continent, les envahisseurs aux cheveux blonds du cercle polaire arctique ont grandi en nombre et en puissance. Ils poursuivent leur expansion vers le sud, ce qui entraîne en retour la migration des tribus hyboriennes vaincues vers le sud. Même Hyperborée est conquise par l'un de ces clans barbares. Mais les conquérants décident de maintenir le royaume, gardant son ancien nom, fusionnent avec les Hyperboréens vaincus et adoptent certains éléments de la culture hyborienne. Malgré les guerres et les migrations continues, les autres régions du continent restent en l'état pour encore cinq nouveaux siècles.

## Le monde
Les récits de l'Âge hyborien se déroulent principalement en Europe et en Afrique du Nord, avec parfois des allusions à l'Asie et à d'autres continents. D'après une carte dessinée par Howard en 1932, la géographie de ces régions est nettement différente, correspondant en partie aux modifications géographiques survenues lors des périodes glaciaires : la Méditerranée, la mer Noire, la Baltique et la mer du Nord sont asséchées, mais la mer Caspienne — renommée « mer Vilayet » — s'étend jusqu'au cercle polaire. La côte occidentale de l'Afrique gît également sous les eaux.
Pour nommer les royaumes imaginaires de l'Âge hyborien, Howard a puisé dans diverses sources mythologiques et historiques : ainsi par exemple, Khitai, loin à l'est, correspond à la Chine et Corinthie est le nom d'une civilisation hellénique.

## Correspondances

### Royaumes et régions
- Le royaume disparu d'Achéron correspond à l'Empire romain. Son territoire couvrait l'Aquilonie, la Némédie et Argos. Dans la mythologie grecque, l'Achéron est l'un des quatre fleuves des Enfers.
- Afghulistan : Cette région habitée par diverses tribus des monts Himéliens correspond à l'Afghanistan. Le nom est un mélange de Ghulistan et Afghanistan.
- Amazones : Mentionné par Howard dans son essai L'Âge Hyborien, le royaume des Amazones fait référence à diverses légendes concernant des Amazones africaines, notamment les Amazones du Dahomey. Dans la mythologie grecque, l'Amazonie était le territoire d'une nation scythe de femmes guerrières d'Asie mineure, rivale puis alliée de Troie face au péril des Achéens.
- Aquilonie : Ce territoire correspond plus ou moins à la France médiévale, avec quelques aspects romains et anglais. Aquilonia est le nom d'une ville d'Italie du Sud et un ancien nom de Quimper, une ville de Bretagne, mais le nom Aquilonie ressemble également à celui de l'Aquitaine.
- Argos : Nom grec inspiré par les divers États commerçants de la Méditerranée, il provient probablement directement de l’Argo, le navire des Argonautes, ou de la cité grecque d'Argos.
- Asgard : En référence directe à la mythologie nordique, où l'Ásgard est la résidence des Ases, ce royaume septentrional correspond à la Scandinavie médiévale.
- Brythunie : Cette terre correspondrait à celle d'origine des Angles et des Saxons avant que ceux-ci n'envahissent l'île de Bretagne ; la civilisation associée décrite par Howard ressemble toutefois davantage à celle de la Pologne médiévale. Le nom Brythunie dérive du gallois Brython (« breton »), mais l'autre hypothèse, plus probable de par sa proximité phonétique et surtout géographique avec la région habitée par les cimmériens historiques de l'antiquité, la Crimée, laisse penser que la Bythinie, province anatolienne bordant la rive sud du Pont-Euxin, en serait à l'origine.
- Cimmérie : Cette terre (du moins ses montagnes dans l'essai de Howard) englobe - avec une connotation clairement celtique - l'Irlande, l'Écosse et la Bretagne insulaire et se morcellera justement en trois parties qui y correspondent après le cataclysme marquant la fin de l'Âge Hyborien ; Howard a écrit par ailleurs que les Cimmériens vivaient dans un pays nuageux au relief tourmenté et étaient les ancêtres directs des Gaëls. Les Cimmériens historiques sont un peuple semi-nomade de l'Antiquité apparenté aux peuples iraniens, scythes et thraces, ayant habité dans le Bosphore cimmérien et la Tauride, comprenant l'actuelle Crimée, ceci étant attesté dès la deuxième moitié du IIe millénaire avant notre ère.
- Corinthie : Elle correspond directement à la Grèce antique. Le nom provient directement de celui de la ville de Corinthe.
- Darfar : Le nom provient du Darfour, région de l'ouest du Soudan.
- Gunderland : Cette région du nord de l'Aquilonie correspond aux Pays-Bas ou à l'Allemagne du nord-ouest.
- Hyperborée : En partie sur la Scandinavie et le monde slave plus à l'est, elle correspond à la Finlande, à la Russie et aux pays baltes.
- Hyrkanie : Directement inspirée de l'Hyrcanie, terme désignant les régions situées au sud-est de la mer Caspienne, cette région correspond à l'Asie centrale.
- Iranistan : Pays moyen-oriental correspondant à l'Iran moderne, formé par l'assemblage d'Iran + le suffixe -stan, « pays ».
- Kambuja ou Kambulja : Correspond au Cambodge (« Kampuchéa »).
- Keshan : Le nom provient très possiblement de Koush, nom égyptien de la Nubie.
- Khauran : Correspond au royaume de Jérusalem et éventuellement aux autres États latins d'Orient. Le nom provient peut-être du Hauran, une région syrienne.
- Khitai : Correspond à la Chine. Le nom dérive de Khitan ou Khitai, nom d'un peuple mongol qui conquit la Chine et fonda la dynastie Liao (937-1125).
- Khoraja : Possible référence au khanat khazar, le nom s'inspire peut-être aussi des références faites par Sax Rohmer à la cité fictive de Khorassa dans son roman The Mask of Fu Manchu et rappelle Khorasan, nom d'une province du nord-est de l'Empire perse.
- Kosala : Correspond à l'ancien royaume indien de Kosala.
- Koth : Correspond à l'État hittite ; la capitale du Koth, Khorshemish, correspond à la capitale hittite, Karkemish.
- Kusan : Probablement inspiré de l'empire kouchan.
- Kush : D'après le royaume de Koush, en Nubie.
- Les Marches bossoniennes correspondent au Pays de Galles, avec des éléments de l'Amérique du Nord coloniale.
- Meru[5] : correspond au Tibet. Le nom provient de Meru, montagne sacrée dans la mythologie hindoue.
- Némédie : Rivale de l'Aquilonie, la Némédie est un équivalent du Saint-Empire romain germanique. Son nom rappelle celui de Nemed, qui conduisit des colons scythes en Irlande selon la mythologie irlandaise.
- Ophir : Dans l'Ancien Testament, Ophir est une région aurifère, peut-être sur les rives de la mer Rouge, mais Howard la situe ici clairement en Italie.
- les étendues sauvages Pictes : Ce territoire correspond à l'Écosse picte avec des éléments de l'Amérique coloniale ; la plupart des personnages pictes de Howard ont des noms d'origine algonquine.
- Poitain : Région du sud de l'Aquilonie, son nom est un mélange de Poitou et d’Aquitaine.
- Punt : En référence au Pays de Pount, dans la Corne de l'Afrique.
- Royaumes frontaliers : Situés sur la côte baltique allemande.
- Shem : Le pays correspond à la Mésopotamie, la Syrie et l'Arabie. Dans la Bible, Sem ou Shem, fils aîné de Noé, est l'ancêtre des Hébreux, des Arabes et des Assyriens.
- Stygie : La région correspond à l'Égypte et la Libye antique. Son nom dérive de celui du Styx, un fleuve des Enfers dans la mythologie grecque.
- Turan : Ancien nom persan du Turkestan, peut correspondre à l'Empire timuride, à l'Empire sassanide ou à l'Empire moghol. Les noms des villes turaniennes sont souvent en persan.
- Uttara Kuru : Nom qui provient de celui du royaume médiéval d'Uttara Kuru, dans le nord de l'Inde.
- Vanaheim : Dans la mythologie nordique, Vanaheim est la résidence des Vanes et correspond ici à la Scandinavie médiévale.
- Vendhya : Les monts Vindhya sont une chaîne montagneuse du centre de l'Inde et donnent ici leur nom à une région qui correspond à l'Inde.
- Zamora : Le nom, qui provient peut-être de la ville espagnole de Zamora, désigne ici les Roms.
- Zembabwei : Le nom provient du Grand Zimbabwe, ensemble de ruines du Zimbabwe et capitale d'un empire qui couvrait les territoires actuels de ce pays et du Mozambique sous le nom d'Empire Monomotapa.
- Zingara : Terme ancien faisant référence aux tziganes, Zingaro désigne ici ce qui correspond à la péninsule Ibérique ; il est possible que Howard ait confondu Zingara et Zamora, ville de cette région.

### Autres lieux
- Les monts Himéliens correspondent à l'Himalaya.
- Les monts Karpash correspondent aux Carpates.
- Les monts Poitaniens correspondent aux Pyrénées.
- Le Styx correspond au Nil.
- La mer Vilayet correspond à la mer Caspienne. Le terme vilayet désignait une région administrative de l'Empire ottoman.
- La Zaporoska correspond au Don ou à la Volga.